# Winterbourne Bassett
Winterbourne Bassett – wieś w Anglii, w hrabstwie Wiltshire. Leży 45 km na północ od miasta Salisbury i 120 km na zachód od Londynu.